# Coppa Italia 2022 (pallacanestro in carrozzina)
La Coppa Italia di pallacanestro in carrozzina 2022, nota anche come Coppa Italia - Trofeo Antonio Maglio 2022, si è disputata dal 29 al 30 aprile 2022 al PalaElettra di Pescara.

## Squadre
Le squadre qualificate sono le prime due classificate di ogni girone al termine della stagione regolare della Serie A 2021-2022.
1. A  Briantea 84 Cantù
2. A Studio 3A Millennium Basket

1. B  Amicacci Giulianova
2. B  Santo Stefano

## Tabellone
|  | Semifinali                  | Semifinali                  | Semifinali        |                   |                     | Finale                      | Finale                      | Finale             |  |
|  |                             |                             |                   |                   |                     |                             |                             |                    |  |
|  | Amicacci Giulianova         | Amicacci Giulianova         | 60                |                   |                     |                             |                             |                    |  |
|  | Amicacci Giulianova         | Amicacci Giulianova         | 60                |                   |                     |                             |                             |                    |  |
|  | Studio 3A Millennium Basket | Studio 3A Millennium Basket | 49                |                   |                     |                             |                             |                    |  |
|  | Studio 3A Millennium Basket | Studio 3A Millennium Basket | 49                |                   | Amicacci Giulianova | Amicacci Giulianova         | 51                          |                    |  |
|  |                             |                             |                   |                   | Amicacci Giulianova | Amicacci Giulianova         | 51                          |                    |  |
|  |                             |                             | Briantea 84 Cantù | Briantea 84 Cantù | 55                  |                             |                             |                    |  |
|  | Briantea 84 Cantù           | Briantea 84 Cantù           | Briantea 84 Cantù | Briantea 84 Cantù | 55                  | 66                          |                             |                    |  |
|  | Briantea 84 Cantù           | Briantea 84 Cantù           |                   |                   |                     | 66                          |                             |                    |  |
|  | Santo Stefano               | Santo Stefano               | 51                |                   |                     | Finale terzo posto          | Finale terzo posto          | Finale terzo posto |  |
|  | Santo Stefano               | Santo Stefano               | 51                |                   |                     |                             |                             |                    |  |
|  |                             |                             |                   |                   |                     |                             |                             |                    |  |
|  |                             |                             |                   |                   |                     | Santo Stefano               | Santo Stefano               | 74                 |  |
|  |                             |                             |                   |                   |                     | Santo Stefano               | Santo Stefano               | 74                 |  |
|  |                             |                             |                   |                   |                     | Studio 3A Millennium Basket | Studio 3A Millennium Basket | 52                 |  |

### Tabellini

#### Semifinali
| Arbitri: | Graziani Guerrini Di Piazza |

| |            | |
| Beginskis 18 | Punti      | 10 Boughania, Gamri |
| Berdun 7 | Assist     | 7 Boughania |
| Benvenuto 13 | Rimbalzi   | 7 Foffano |
| 5 Benvenuto• 6 Beginskis• 12 Cavagnini• 14 Berdun• 21 Stupenengo 8 Marchionni• 9 Blasiotti• 11 Minella• 16 Bundžiņš• 20 Feltrin• 22 Ion• 23 Fares | Formazioni | 5 Bargo• 6 Foffano• 11 Raourahi• 13 Scandolaro• 15 Boughania 7 Rado• 8 Faccioli• 9 Casagrande• 10 Scantamburlo• 16 Gamri• 33 Moukhariq |
| Carlo Di Giusto | Allenatori | Fabio Castellucci |

| Arbitri: | Di Penzo Ascione De Mattia |

| |            | |
| Carossino 27 | Punti      | 21 Bedzeti |
| Carossino 6 | Assist     | 7 Giaretti |
| Geninazzi 12 | Rimbalzi   | 13 Bedzeti |
| 1 Sagar• 10 Santorelli• 13 Saaid• 22 Carossino• 26 De Maggi 4 Papi• 5 Geninazzi• 15 Bassoli• 55 Carrigill• 77 Buksa | Formazioni | 6 Schiera• 9 Griffith-Salter• 14 Miceli• 16 Giaretti• 29 Bedzeti 1 Chatzidakīs• 8 Tanghe• 12 Veloce• 13 Ramos• 30 Cini |
| Marco Tomba | Allenatori | Roberto Ceriscioli |

#### Finale
| Arbitri: | Graziani Penzo Ascione |

| |            | |
| Stupenengo 18 | Punti      | 13 Carossino |
| Stupenengo 8 | Assist     | 4 Papi |
| Cavagnini 13 | Rimbalzi   | 10 Carossino |
| 5 Benvenuto• 6 Beginskis• 12 Cavagnini• 14 Berdun• 21 Stupenengo 8 Marchionni• 9 Blasiotti• 11 Minella• 16 Bundžiņš• 20 Feltrin• 22 Ion• 23 Fares | Formazioni | 1 Sagar• 10 Santorelli• 13 Saaid• 22 Carossino• 26 De Maggi 4 Papi• 5 Geninazzi• 15 Bassoli• 55 Carrigill• 77 Buksa |
| Carlo Di Giusto | Allenatori | Marco Tomba |

#### Finale 3º posto
| Arbitri: | De Mattia Guerrini Di Piazza |

| |            | |
| Boughania 16 | Punti      | 18 Giaretti |
| Bargo 4 | Assist     | 8 Giaretti |
| Boughania 13 | Rimbalzi   | 8 Giaretti |
| 5 Bargo• 6 Foffano• 11 Raourahi• 13 Scandolaro• 15 Boughania 7 Rado• 8 Faccioli• 9 Casagrande• 10 Scantamburlo• 16 Gamri• 33 Moukhariq | Formazioni | 6 Schiera• 9 Griffith-Salter• 14 Miceli• 16 Giaretti• 29 Bedzeti 1 Chatzidakīs• 8 Tanghe• 12 Veloce• 13 Ramos• 30 Cini |
| Fabio Castellucci | Allenatori | Roberto Ceriscioli |

## Premi individuali
- Miglior Realizzatore:  Filippo Carossino (Briantea 84 Cantù) (40 punti)